# Bernardino (Vorname)
Bernardino ist eine italienische, spanische und portugiesische Form des männlichen Vornamens Bernhard.

## Namensträger
- Bernardino Baldi (1553–1617), italienischer Mathematiker
- Bernardino Bilbao Rioja (1895–1983), bolivianischer General und Politiker
- Bernardino Biondelli (1804–1886), italienischer Romanist und Dialektologe
- Bernardino Butinone (um 1436–um 1507), italienischer Maler der Renaissance
- Bernardino Campi (1522–1591), italienischer Maler
- Bernardino de Conti (um 1470–nach 1522), italienischer Maler der Renaissance
- Bernardino Drovetti (1776–1852), italienischer Diplomat und Kunstsammler
- Bernardino Echeverría Ruiz (1912–2000), ecuadorianischer Geistlicher, Erzbischof von Guayaquil
- Bernardino Fungai (1460–1516), italienischer Maler
- Bernardino Gatti (1495–1576), italienischer Maler
- Bernardino González Vázquez (* 1966), spanischer Fußballschiedsrichter
- Bernardino Landete (1925–2010), spanischer Reitsportler und berittener Stierkämpfer
- Bernardino Luini (1480–1532), italienischer Maler
- Bernardino Machado (1851–1944), portugiesischer Politiker
- Bernardino Maffei (1514–1553), Kardinal der katholischen Kirche
- Bernardino Mei (1612–1676), italienischer Maler
- Bernardino de Mendoza (1540–1604), spanischer Diplomat und Schriftsteller
- Bernardino Ochino (1487–1564), italienischer Theologe, Reformator
- Bernardino Poccetti (1548–1612), italienischer Maler
- Bernardino Rivadavia (1780–1845), argentinischer Staatsmann
- Bernardino de Sahagún (1499–1590), spanischer Missionar und Ethnologe
- Bernardino Spada (1594–1661), italienischer Geistlicher, Kardinal
- Bernardino Telesio (1508–1588), italienischer Philosoph und Naturforscher
- Bernardino Vázquez de Tapia (um 1490–nach 1552), spanischer Konquistador
- Bernardino Zapponi (1927–2000), italienischer Schriftsteller und Drehbuchautor